# José Amaro
José Amaro, nascido em 13 de janeiro de 1954 em Grândola (Portugal) e falecido em 7 de maio de 1987 em Setúbal, foi um ciclista português.
Profissional de 1973 a 1975 e novamente em 1984, participou no Tour de France em 1975.

## Palmarés
- 1974
  - 7b etapa da Volta a Portugal
- 1978
  -     - 1.ª e 5. ª etapas da Volta ao Algarve
    - 1.ª etapa da Volta a Portugal
- 1981
  - Porto-Lisboa
  - Prólogo do Grande Prémio Jornal de Notícias (contrarrelógio por equipas)
  - 2a (contrarrelógio por equipas), 2b e 11. ª etapas da Volta a Portugal
- 1982
  - Prólogo da Volta a Portugal (contrarrelógio por equipas)
- 1983
  -     - 3. ª etapa da Volta a Portugal
- 1985
  - Grande Prêmio Abimota

## Resultados na as grandes voltas

### Tour de France
- 1975 : 83.º